# Dolichopoda chopardi
Dolichopoda chopardi är en insektsart som beskrevs av Baccetti 1966. Dolichopoda chopardi ingår i släktet Dolichopoda och familjen grottvårtbitare. Inga underarter finns listade i Catalogue of Life.